# Karl August Schneider (Politiker)
Karl August Schneider (* 27. Oktober 1837 in Tauberbischofsheim; † 15. Januar 1911 in Karlsruhe) war ein deutscher Offizier, Bankier und Mitglied des Deutschen Reichstags.

## Leben
Schneider besuchte das Gymnasium in Tauberbischofsheim von 1846 bis 1852 und die Kadettenschule in Karlsruhe von 1852 bis 1855.
1855 wurde er Lieutenant im Badischen Leibgrenadier-Regiment und von 1859 bis 1861 besuchte er die höhere Kriegsschule in Karlsruhe. Zwischen 1861 und 1866 war er Lehrer der Mathematik und Fortifikation an der badischen Kadettenschule. 1862 wurde er zum Premierlieutenant ernannt und er nahm 1866 am Deutsch-Österreichischen Krieg mit dem Badischen Leib-Grenadier-Regiment teil. Die Veröffentlichung einer Broschüre betitelt: Der Antheil der Bad. Felddivision am Kriege des Jahres 1866 hatte im Oktober 1866 die Pensionierung zur Folge. Frühjahr 1867 Eintritt in das Geschäftsleben, speziell Versicherungsbranche und zwar als General-Agent verschiedener Gesellschaften. Für die Dauer des Krieges 1870 wurde er als Hauptmann reaktiviert und als Etappenkommandant verwendet. Er wurde mit dem Eisernen Kreuz und dem Ritterkreuz I. Klasse mit Schwertern des Württembergischen Kronordens ausgezeichnet. Von 1862 bis 1880 war er Präsident der Badischen Militärvereine, als solcher wurde er 1877 mit dem Preußischen Kronorden und 1880 mit dem Ritterkreuz I. Klasse des Badischen Zähringer Löwenordens ausgezeichnet.
1871 wurde er Stadtverordneter in Karlsruhe, Obmann des Stadtverordneten-Kollegiums war er seit 1881. Im April 1880 hat er das Bankgeschäft Karl August Schneider gegründet. Seit Juli 1880 war er Präsident der Handelskammer für den Kreis Karlsruhe.
Von 1881 bis 1884 war er Mitglied des Deutschen Reichstags für den Wahlkreis Großherzogtum Baden 10 (Karlsruhe, Bruchsal) und die Nationalliberale Partei. Außerdem besaß er von 1883 bis 1888 ein Mandat als Abgeordneter für den Wahlbezirk Karlsruhe-Land in der Zweiten Kammer der Badischen Ständeversammlung. Im Jahr 1900 erhielt Karl August Schneider das Ritterkreuz des Ordens Berthold des Ersten.